# Yuzhny (đảo, vùng đất mới)
Đảo Yuzhny - hòn đảo thuộc quần đảo Novaya Zemlya, ngăn cách với Đảo Severny qua eo biển hẹp Matochkin Shar (rộng 2–3 km), ngăn cách với đảo Vaygach qua eo biển Kara Gate (rộng khoảng 50 km). Yuzhny là một khu vực hành chính thuộc tỉnh Arkhangelsk, Nga. Diện tích đảo 33.275 km², là đảo lớn thứ ba ở Nga, sau đảo Sakhalin và Đảo Severny.
Ở phía tây là Bán đảo Gusinaya Zemlya.
Điểm cao nhất là Núi Pervosmotrennaya (cao 1291 m).

## Lịch sử
Vào thời cổ đại, có một bộ lạc vô danh cư ngụ trên đảo, thuộc văn hóa khảo cổ học Ust-Poluy. Trong thần thoại của Samoybed (Nenets), bộ lạc được biết với dưới tên Sirte.
Đảo Yuzhny có thể đã được các thương nhân Novgorod phát hiện vào thế kỷ XII - XIII, nhưng không có bằng chứng lịch sử và tài liệu thuyết phục nào về điều này. Cũng chưa thể chứng minh được việc người Scandinavi cổ đại đã khám phá ra quần đảo này.
Người đi biển nước Anh Hugh Willoughby là người đầu tiên đặt chân lên đảo Tây Âu năm 1553, theo lệnh của vua Edward VI (1547-1553), dẫn đầu đoàn thám hiểm "Công ty Matxcơva" ở Luân Đôn để "tìm đường đi Tây Bắc" và thiết lập quan hệ với nhà nước Nga.
Trên bản đồ của nhà khoa học người Hà Lan Gerard Mercator năm 1595, toàn bộ quần đảo Novaya Zemlya cũng trông giống như một hòn đảo duy nhất hoặc thậm chí là một bán đảo.
Năm 1671, Paris xuất bản bài tiểu luận Hành trình đến các quốc gia phía Bắc, tác giả là Pierre-Martin-de-la-Martinière, một nhà quý tộc từ Lorraine, người đã đến thăm hòn đảo phía nam của quần đảo Novaya Zemlya vào năm 1653 trên một con tàu của thương nhân Đan Mạch. Đặt chân lên bờ, các thủy thủ Đan Mạch và Martinier đã gặp những người thợ săn Samoyed có mang cung tên, thờ thần linh bằng gỗ .
Trong cuốn sách của nhà khoa học tự nhiên nổi tiếng người Hà Lan Nikolaas Witsen về phía Bắc và Đông Tataria (1692), công trình khoa học đầu tiên ở Siberia và Bắc Nga ở Tây Âu, có báo cáo rằng Pyotr Đại đế có ý định xây dựng một pháo đài quân sự Nga trên đảo.
Nhà thám hiểm người Nga đầu tiên của đảo Yuzhny được công nhận là hoa tiêu Fedor Rozmyslov (1768 - 1769).
Cho đến nửa sau của thế kỷ 19, hòn đảo hầu như không có người ở, mặc dù người Pomors và người Na Uy liên tục đánh bắt hải sản và săn bắn động vật gần nó. Mặc dù không ai có thể định cư và sinh sống trên đảo, nhiều cuộc xung đột ngoại giao nhỏ đã xuất hiện, trong đó Đế quốc Nga luôn tuyên bố quyền của mình đối với hòn đảo.
Sự phát triển cư dân của hòn đảo bắt đầu vào năm 1869, khi một số gia đình Nenets bị buộc phải định cư trên đó. Năm 1877, ngôi làng Small Karmakuly xuất hiện trên đảo. Vào những năm tám mươi của thế kỷ XIX, một thuộc địa nhỏ của người Nenets và các nhà công nghiệp Nga đã xuất hiện trên quần đảo.
Năm 1901, nghệ sĩ vùng cực nổi tiếng Alexander Borisov làm việc trên đảo và đưa Tyko Vylka, một người Nenets trẻ ở địa phương, làm hướng dẫn viên. Trong một chuyến đi bằng xe chó kéo dài 400 km, Borisov liên tục thực hiện các bản đồ phác thảo. Nhận thấy tài năng vẽ tranh của Vylka, Borisov đã dạy Vylka học vẽ. Khi nghệ sĩ và nhà văn Stepan Pisakhov bị đày ra đảo vào năm 1903, ông cũng ghi nhận tài năng của chàng Nenets trẻ, tặng sơn và bút chì cho chàng trai.
Năm 1909, nhà thám hiểm vùng cực Vladimir Rusanov đến hòn đảo, đi cùng với Tyko Vylka, đã kiểm tra toàn bộ quần đảo Novaya Zemlya và xuất bản bản đồ chính xác của hòn đảo.
Trong cuộc thám hiểm Novaya Zemlya vào năm 1911 khám phá đảo Yuzhny, các nhà thám hiểm tình cờ gặp một ngôi làng bỏ hoang của các nhà công nghiệp Nga, sự tồn tại của nó cho đến lúc phát hiện vẫn chưa được biết đến. Nằm trên núi Чёрном Носу trong một cái hang không có tên, không được đánh dấu ở bất kỳ đâu trên bản đồ, ngôi làng là một cảnh tượng hoang tàn: sọ người, bộ xương, mảnh xương nằm rải rác ở mọi hướng. Những cây thánh giá vẫn nguyên vẹn trong các ngôi mộ, và những dòng chữ trên đó đã bị mờ. Tổng cộng, đoàn thám hiểm đã đếm được hài cốt của khoảng 13 người ở đây. Ở phía sâu bên trong có thêm ba cây thánh giá vỡ nát.
Trên bờ biển của Чёрном Носу là trại Krasnino.
Năm 1954, quân đội đặt chân đến đây để xây dựng các cơ sở trong khu thử nghiệm hạt nhân.
Năm 1997, Bird  Expedition Kalyakin tìm thấy một vùng mê cung trên bán đảo Copper (bờ biển phía đông của eo biển Kostin Shar).